# Waldfriedhof (Bad Homburg vor der Höhe)

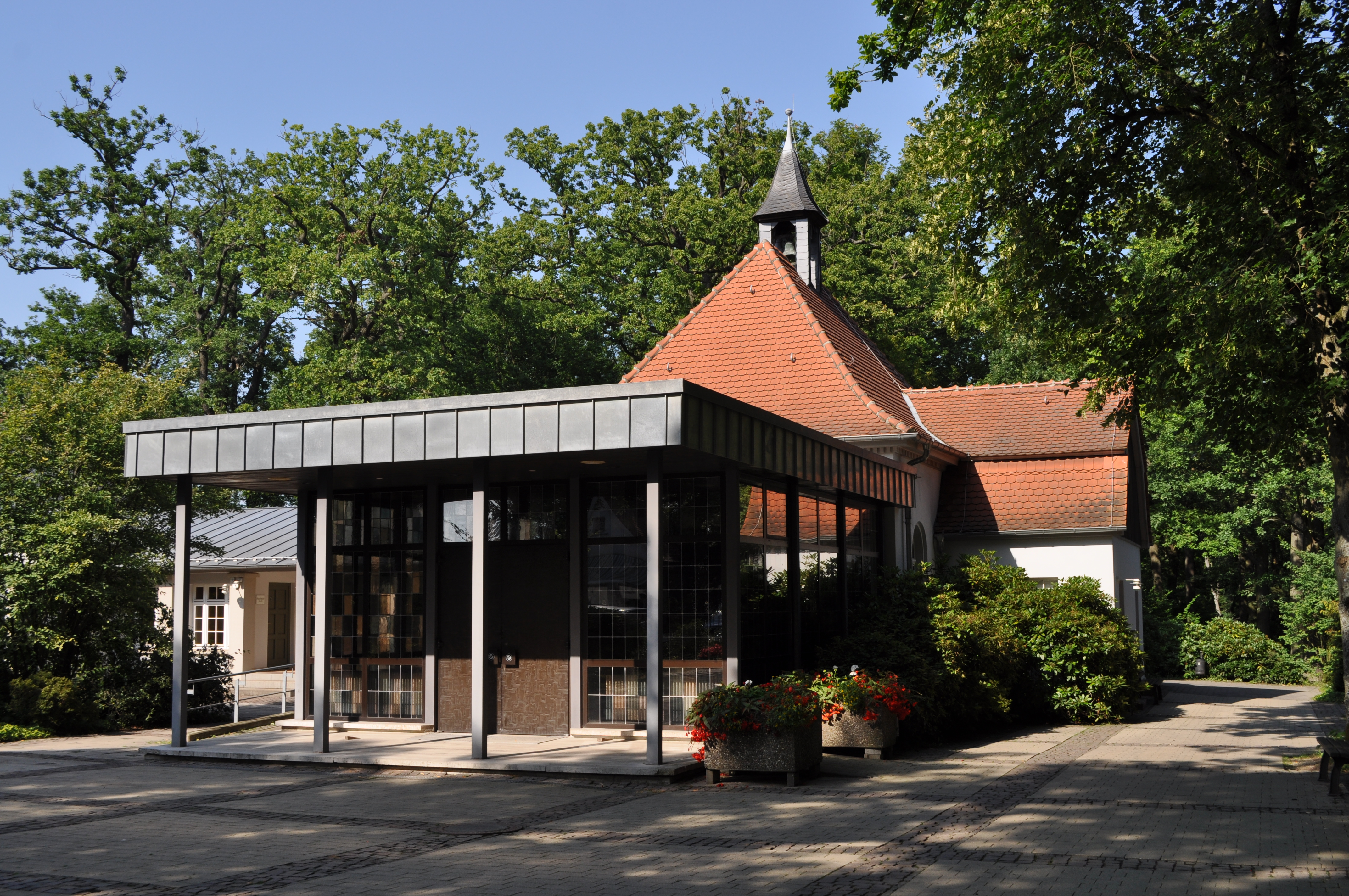
Einsegnungshalle

Der Waldfriedhof ist ein Friedhof in Bad Homburg vor der Höhe. Er steht als Gesamtanlage unter Denkmalschutz.

## Der Waldfriedhof

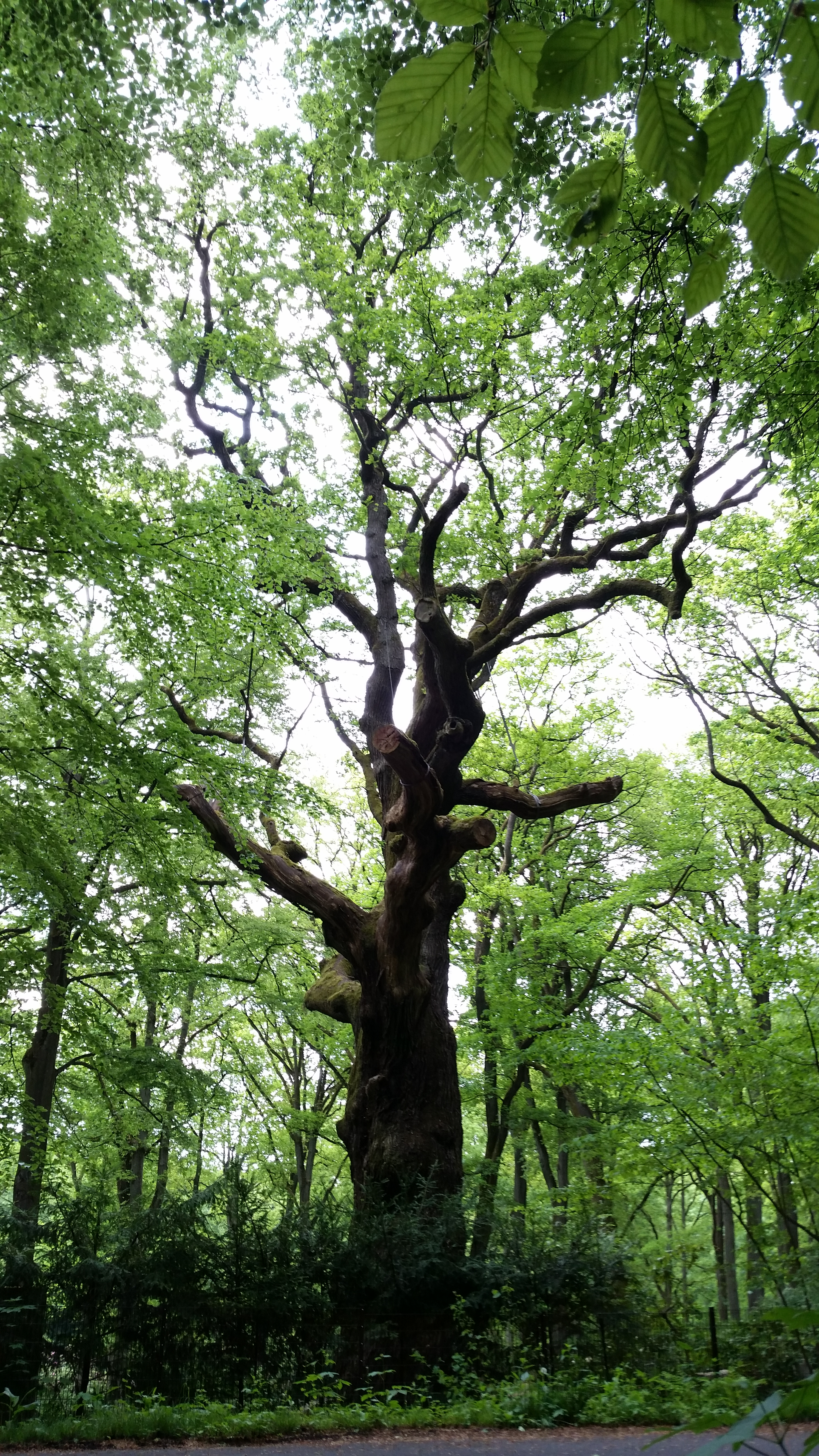
Eiche

Aufgrund des Bevölkerungsanstiegs waren die bisherigen konfessionellen Friedhöfe in Bad Homburg zu klein geworden. Es bestanden die innerstädtischen lutherischen und protestantischen Friedhöfe am Beginn der Saalburgstraße und der katholische Friedhof am Gluckensteinweg. Aufgrund deren innerstädtischer Lage war eine Erweiterung nicht möglich. 1920 bis 1922 wurde der Waldfriedhof daher als kommunaler Friedhof neu angelegt. Als Ort wählte man eine Teilfläche des Hardtwaldes an der Straße Richtung Friedrichsdorf.
Die ursprünglich fünf Hektar große Fläche wurde durch die Firma Gebrüder Siesmayer, Frankfurt gärtnerisch gestaltet. Durch ein künstlich geschaffenes Wegenetz entsteht der Eindruck einer historisch gewachsenen Parkanlage. Mittelpunkt ist ein von einem rhododendrenbewachsenen Rondell ausgehende Wegestrahl. Teil des Friedhofs ist der talartige Einschnitt eines Zuflusses des Seulbachs, der von einer gewölbten, steinernen Brücke überquert wird. Die Eiche am Endpunkt dieser natürlichen Achse ist als Naturdenkmal geschützt und ist etwa 500 Jahre alt.
Die Gebäude sowie die festen Einrichtungen entstanden nach Plänen des Baurats Ludwig Lipp.
2011 wurde mit dem „Wald des Lichts“ ein Angebot für Baumgräber geschaffen. Der Oberurseler Künstler Hendoc schuf die zentrale Skulptur dieses Abschnitts aus heimischem Eichenholz. Auf dem kubischen Sockel werden die Namensschilder der Verstorbenen angebracht, die Spitze bildet eine vergoldete Flamme.

## Ehrenfeld

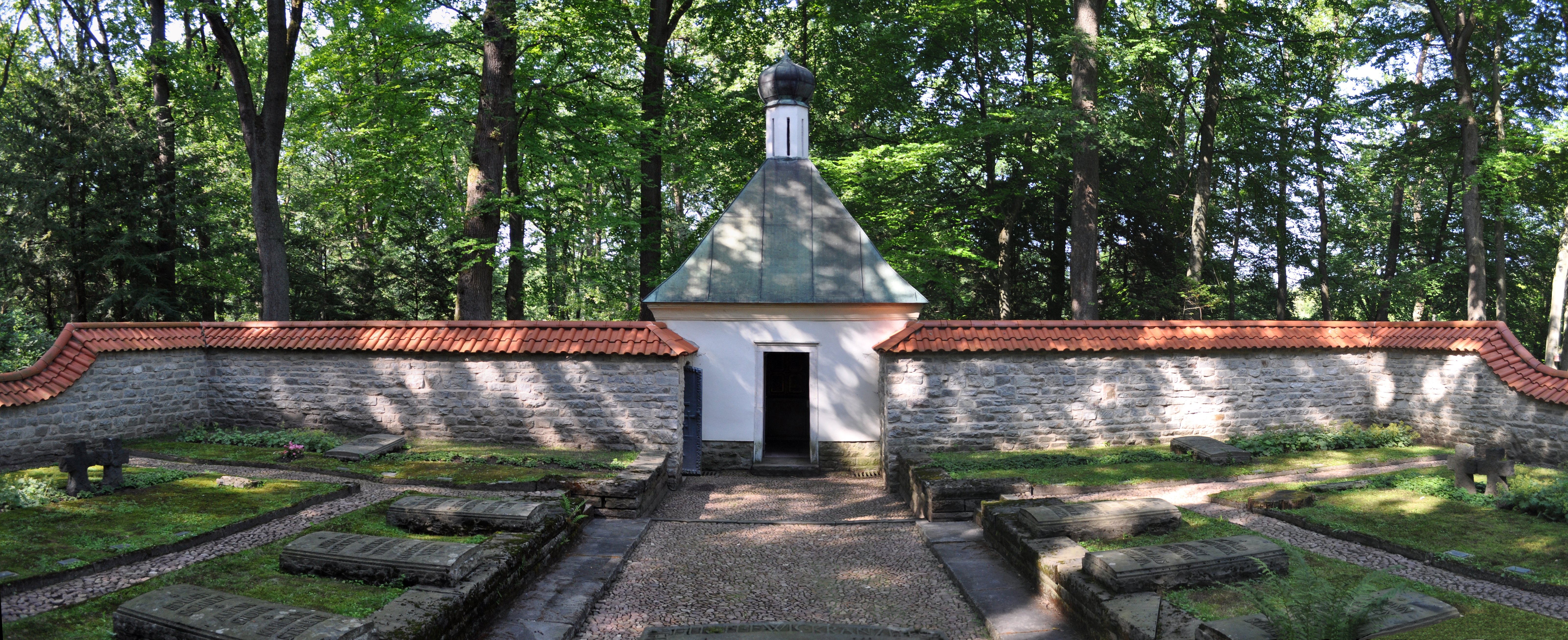
Ehrenfeld

Das Ehrenfeld ist eine Erinnerungsstätte für die Toten der beiden Weltkriege. Während des Ersten Weltkriegs waren im Hardwald diejenigen Soldaten beigesetzt worden, die in den Lazaretten von Bad Homburg starben. Bei der Einrichtung des Friedhofs wurde die Anlage als „Heldenhain“ in den Waldfriedhof integriert. 1950/51 wurde der Heldenhain, nun Ehrenfeld genannt, in seine heutige Form gebracht. Zentral befindet sich ein monumentales Grab, am Kopfende eine kleine Kapelle, die den Ehrenschrein enthält. Die fenster- und schmucklose Kapelle hat ein blechernes Zeltdach und Zwiebelhaubendachreiter. Die Anlage ist von einer Mauer umgeben.

## Einsegnungshalle
Die Einsegnungshalle wurde am 17. September 1921 geweiht. Der Grundriss ist kreuzförmig. Das Gebäude aus verschiedenen Materialien hat ein Walmdach und einen Dachreiter (Die Glocke stammt aus der alten Schule am Schulberg und wurde 1517 vom Glockenmeister Steffan in Bingen gegossen) und ist in Formen des Historismus und des Jugendstils gehalten. Der als Ambulatorium gestaltete Kreuzarm schafft die Verbindung zur abseits stehenden Leichenhalle. Von dieser geht im rechten Winkel eine hofraumgestaltende Pergola ab. Ein kleiner Brunnen mit Kieselmosaik und Wasserspeier in Form eines Löwenkopfes bildet die Mitte der Pergola. 1979 wurde die Einsegnungshalle um eine eingeschossige Trauerhalle nach Westen ergänzte.

## Pförtnerhaus
Vor dem Haupteingang zum Waldfriedhof am Kreuzweg befindet sich das eingeschossige Pförtnerhaus. Der Sockel ist in Bruchstein ausgeführt, das Haus selbst verputzt und mit gaubenbesetztem Zeltdach gedeckt. 1972 wurde er um einen Anbau nach Norden erweitert.

## Denkmalschutz
Die denkmalgeschützte Gesamtanlage XII „Waldfriedhof“ im Bad Homburg umfasst das Areal des Waldfriedhofs in seinen ursprünglichen Grenzen, das Ehrenfeld. die ihm eingeschriebene Wegeführung, eine Brücke und eine gemauerte Wasserzapfstelle sowie die den Eingangsbereich gestaltenden Gebäude, Pförtnerhaus und Einsegnungshalle.

## Persönlichkeiten, die auf dem Waldfriedhof begraben sind
Eine Reihe bekannter Personen sind auf dem Waldfriedhof begraben. Dazu zählen die Familien Quandt, Fresenius, Dr. Reimers und Gerdes und viele Einzelpersönlichkeiten.
- Franz Baur
- Wilhelm Eich
- Alfred Herrhausen
- Armin Klein
- Ludwig Lipp
- Fried Lübbecke
- Werner Maihofer
- Herbert Quandt
- August Skalweit
- Joachim Steinbacher

## Ansichten

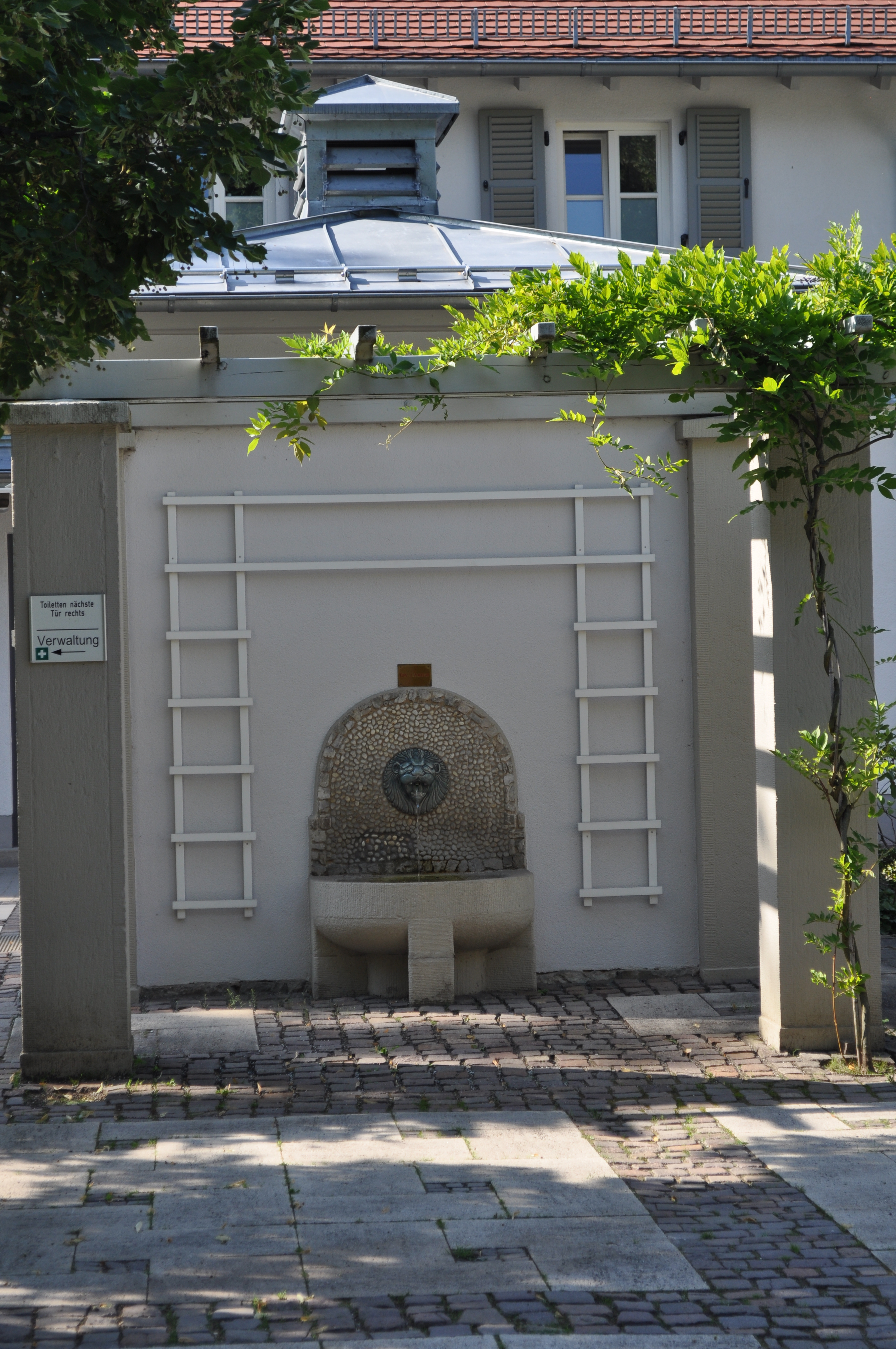
Brunnen bei der Einsegnungshalle
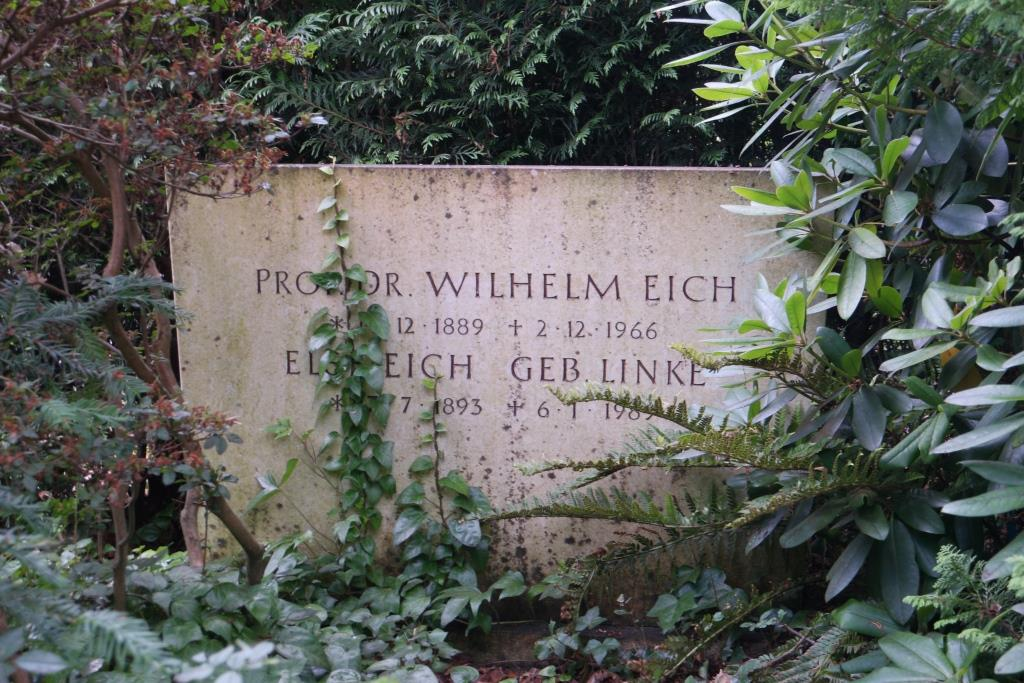
Grab Wilhelm Eich
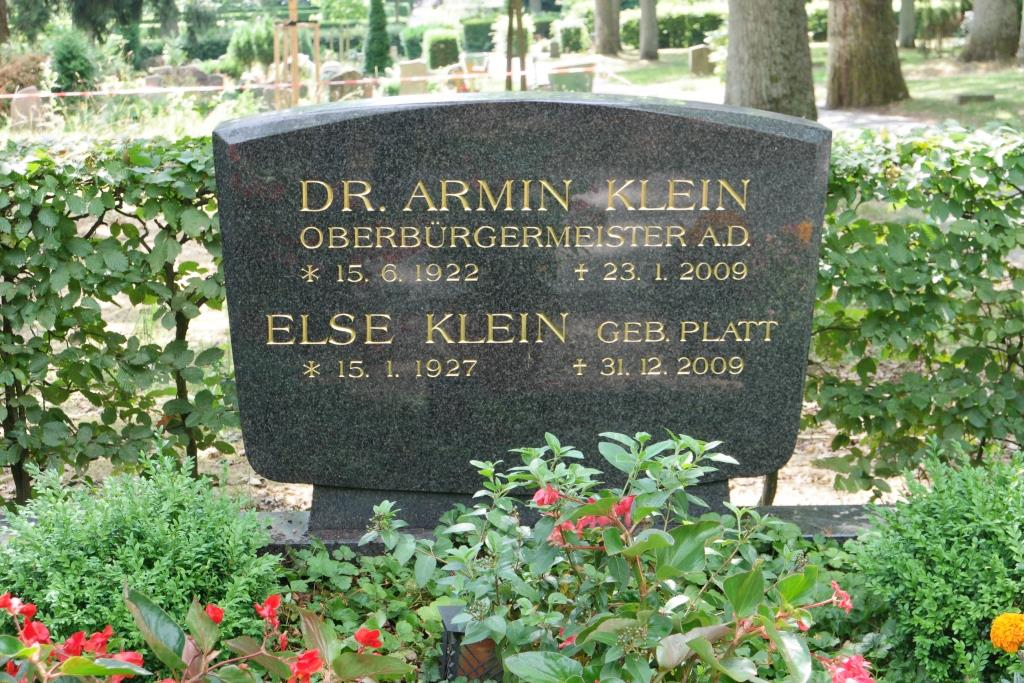
Grab Armin Klein
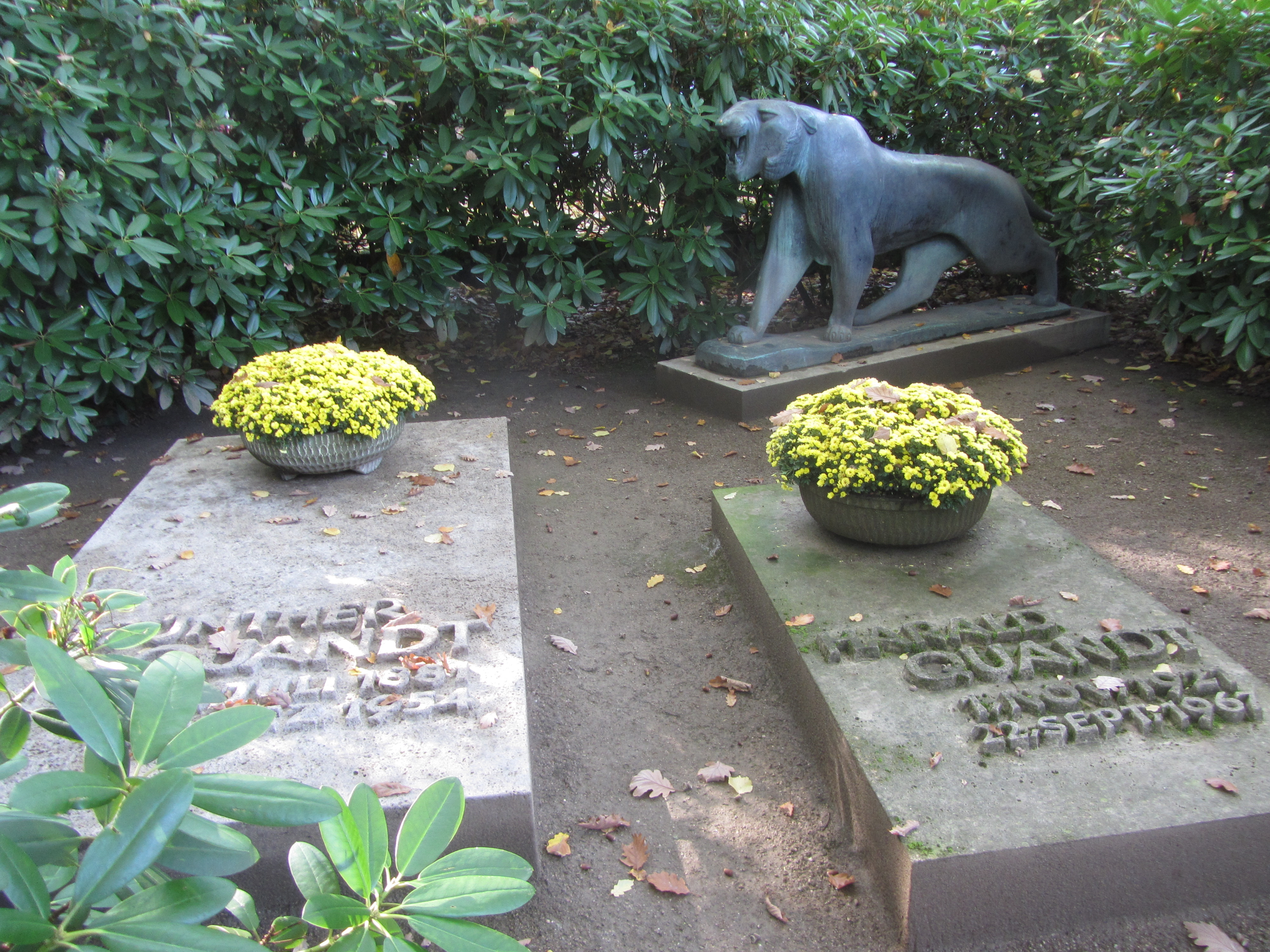
Grabplatten Günther und Harald Quandt